# James Badge Dale
James Badge Dale (New York, 1º maggio 1978) è un attore statunitense.

## Biografia
Figlio unico degli attori Grover Dale e Anita Morris, sua madre morì quando aveva 16 anni per un cancro alle ovaie. Dale è diventato famoso soprattutto per i ruoli del Capitano Speke nel film World War Z (2013), di Chase Edmunds nella terza stagione di 24 e per quello di Robert Leckie nella miniserie The Pacific della HBO. Nel 2010 è stato protagonista della serie televisiva Rubicon, mentre nel 2015 è stato tra gli interpreti del film The Walk di Robert Zemeckis e di 13 Hours: The Secret Soldiers of Benghazi. Nel 2020 partecipa al film Disney in live action Safety - Sempre al tuo fianco.

## Filmografia

### Cinema
- Il signore delle mosche (Lord of the Flies), regia di Harry Hook (1990)
- Nola, regia di Alan Hruska (2003)
- The Departed - Il bene e il male (The Departed), regia di Martin Scorsese (2006)
- The Conspirator, regia di Robert Redford (2010)
- Shame, regia di Steve McQueen (2011)
- The Grey, regia di Joe Carnahan (2011)
- Flight, regia di Robert Zemeckis (2012)
- Iron Man 3, regia di Shane Black (2013)
- The Lone Ranger, regia di Gore Verbinski (2013)
- World War Z, regia di Marc Forster (2013)
- Parkland, regia di Peter Landesman (2013)
- Miss Meadows, regia di Karen Leigh Hopkins (2014)
- Stretch - Guida o muori (Stretch), regia di Joe Carnahan (2014)
- The Walk, regia di Robert Zemeckis (2015)
- 13 Hours: The Secret Soldiers of Benghazi, regia di Michael Bay (2016)
- Spectral, regia di Nic Mathieu (2016)
- Fire Squad - Incubo di fuoco (Only the Brave), regia di Joseph Kosinski (2017)
- Hold the Dark, regia di Jeremy Saulnier (2018)
- Little Woods, regia di Nia DaCosta (2018)
- Il combattente (Donnybrook), regia di Tim Sutton (2018)
- Le regine del crimine (The Kitchen), regia di Andrea Berloff (2019)
- Into the Ashes - Storia criminale (Into the Ashes), regia di Aaron Harvey (2019)
- L'uomo vuoto - The Empty Man (The Empty Man), regia di David Prior (2020)
- Safety - Sempre al tuo fianco (Safety), regia di Reginald Hudlin (2020)

### Televisione
- 24 - serie TV, 24 episodi (2003-2004)
- CSI - Scena del crimine (CSI: Crime Scene Investigation) - serie TV, episodio 5x21 (2005)
- CSI: NY – serie TV, episodio 2x07 (2005)
- The Black Donnellys - serie TV, 6 episodi (2007)
- The Pacific - miniserie TV, 10 puntate (2010)
- Rubicon - serie TV, 13 episodi (2010)
- 1923 – serie TV, episodi 1x01-1x02-1x03 (2022-2023)

## Doppiatori italiani
Nelle versioni in italiano delle opere in cui ha recitato, è stato doppiato da:
- Riccardo Scarafoni in Rubicon, Iron Man 3, The Walk, The Empty Man, 1923
- Christian Iansante in Shame, 13 Hours: The Secret Soldiers of Benghazi, Hold the Dark
- Alessio Cigliano in The Lone Ranger, Fire Squad - Incubo di fuoco
- Vittorio Guerrieri in The Departed - Il bene e il male, Spectral
- Alessandro Quarta in World War Z, The Grey
- Oreste Baldini in CSI Miami, CSI NY
- Roberto Pedicini in Stretch - Guida o muori
- Stefano Onofri in CSI - Scena del crimine
- Nanni Baldini in Flight
- Roberto Gammino in The Conspirator
- Francesco Prando in Parkland
- Loris Loddi in The Pacific
- Tony Sansone in 24
- Massimo De Ambrosis ne Le regine del crimine